# 大稜鏡溫泉
大稜鏡溫泉（The Grand Prismatic Spring），又稱大虹彩溫泉，位於美國黃石國家公園经纬坐标44.524569, -110.837975处，直徑約100公尺，是美國最大，世界第三大的溫泉。它寬約75至91米，49米深，水溫高達85℃，每分钟约会涌出2000公升泉水。最早於1839年為探險家所發現。

## 概述
大稜鏡溫泉也是黄石公园里最有名的温泉之一。大稜镜温泉的美在于湖面的颜色随季节而改变，春季，湖面从绿色变为灿烂的橙红色，这是由于富含矿物质的水体中生活着的藻类和含色素的细菌等微生物，它们体内的叶绿素和类胡萝蔔素的比例会随季节变换而改变，于是水体也就呈现出不同的色彩。在夏季，叶绿素含量相对较低，显现橙色、红色，或黄色。但到了冬季，由于缺乏光照，这些微生物就会产生更多的叶绿素来抑制类胡萝蔔素的颜色，于是就看到水体呈现深绿色。

## 外部連結
- 维基共享资源上的相關多媒體資源：大稜鏡溫泉